# Museu de Arte Sacra do Pará
O Museu de Arte Sacra do Pará é um museu brasileiro localizado no estado do Pará, mais precisamente no prédio da Igreja e Colégio de Santo Alexandre, uma construção tombada pelo IPHAN que data do século XVII. O museu também tem seu próprio acervo tombado, desta vez pelo Departamento de Patrimônio Histórico Artístico e Cultural (DPHAC) do estado.

## Acervo
O acervo do museu é composto por imaginárias datadas dos séculos 18 e 19 e objetos litúrgicos, somando cerca de 320 peças expostas no primeiro pavimento do palácio episcopal e no corpo da igreja. Dentre as centenas de peças que compõem o acervo, composto por esculturas, quadros e pratarias, destaca-se uma imagem feita em madeira de São Francisco de Borja, que tem um vão na parte atrás que era usado para esconder ouro, numa prática que deu origem à expressão ‘santo do pau oco’.